# Tomasz Lipiec
Tomasz Wojciech Lipiec (ur. 10 maja 1971 w Warszawie) – polski chodziarz, dziennikarz i polityk, w latach 2005–2007 minister sportu w rządzie Kazimierza Marcinkiewicza i w rządzie Jarosława Kaczyńskiego.
Jest absolwentem Szkoły Głównej Handlowej w Warszawie (1996).

## Kariera sportowa
Karierę sportową rozpoczynał w 1985 jako zawodnik klubu Olimpia Warszawa. W latach 1986–2000 reprezentował Polonię Warszawa, a od 2001 Skrę Warszawa. Należał do najlepszych polskich chodziarzy. Wielokrotnie rywalizował z najsłynniejszym polskim chodziarzem Robertem Korzeniowskim. Brał udział w rozmaitych zawodach krajowych i międzynarodowych. Był uczestnikiem Letnich Igrzysk Olimpijskich w Sydney w 2000. W 1998 był zdobywcą Pucharu Europy w chodzie na 50 km. Jest dwukrotnym medalistą Pucharu Świata, trzykrotnym Mistrzem Polski.

### Najważniejsze osiągnięcia
| Rok  | Impreza                 | Miejsce          | Lokata     | Konkurencja   | Wynik   |
| ---- | ----------------------- | ---------------- | ---------- | ------------- | ------- |
| 1997 | Mistrzostwa świata      | Ateny            | 5. miejsce | chód na 50 km | 3:50:14 |
| 1997 | Puchar świata w chodzie | Poděbrady        | 5. miejsce | chód na 50 km | 3:41:58 |
| 1998 | Mistrzostwa Europy      | Budapeszt        | 5. miejsce | chód na 50 km | 3:48:05 |
| 1998 | Puchar Europy w chodzie | Dudince          | 1. miejsce | chód na 50 km | 3:42:57 |
| 1999 | Puchar świata w chodzie | Mézidon-Canon    | 2. miejsce | chód na 50 km | 3:40:08 |
| 2000 | Puchar Europy w chodzie | Eisenhüttenstadt | 7. miejsce | chód na 20 km | 1:20:48 |
| 2000 | Igrzyska olimpijskie    | Sydney           | DNF        | chód na 50 km |         |
| 2002 | Puchar świata w chodzie | Turyn            | 3. miejsce | chód na 50 km | 3:45:37 |

Ranking światowy (chód na 50 km) Track & Field News
- 1997 – 5. miejsce
- 1998 – 5. miejsce
- 1999 – 5. miejsce
- 2001 – 9. miejsce
- 2002 – 4. miejsce

### Zarzut dopingu
Tomaszowi Lipcowi w czasie kariery zawodniczej w 1993 zarzucono stosowanie niedozwolonych środków dopingujących. Komisja do Zwalczania Dopingu w Sporcie pod kierunkiem profesora Jerzego Smorawińskiego uznała, że wyniki badań wskazują na doping, za co na cztery lata Lipiec został zawieszony w prawach zawodnika.
W sprawie rzekomego dopingu u Lipca wypowiedział się później płk Stefan Milewski (od 1993 szef Komisji Dyscypliny i Wyróżnień PZLA) wskazując nieprawidłowości w opinii Smorawińskiego. Tomasz Lipiec poddał się specjalistycznym badaniom w Centralnym Szpitalu Klinicznym Wojskowej Akademii Medycznej przy ul. Szaserów w Warszawie. Przeprowadziła je grupa lekarzy pod kierownictwem dra Sławomira Zieniuka. W opinii Zieniuka badania antydopingowe były w przypadku Tomasza Lipca zbyt powierzchowne, zaś wyniki z samej analizy moczu pod kątem hormonalnym – niedopuszczalne. Komisja do Zwalczania Dopingu skoncentrowała się na tylko jednym badaniu hormonalnym podejrzanego, co było dalece niewystarczające. Nie zdecydowano się na badania znacznie dokładniejszą metodą radioimmunologiczną.
W zakładzie medycyny nuklearnej WMA przeprowadzono pod kierownictwem Zieniuka badania, które wykazały, że w czasie wzmożonego wysiłku fizycznego u zawodnika wyraźnie wzrasta stosunek T:E (testosteronu do epitestosteronu). To samo stwierdzono u wielu młodych żołnierzy. Wobec argumentacji Zieniuka Komisja Dyscypliny i Wyróżnień PZLA zmieniła stanowisko i po blisko trzech latach dochodzeń orzekła jednogłośnie 13 czerwca 1996, że Tomasz Lipiec nie jest winny użycia niedozwolonego dopingu, i przywróciła mu prawa sportowe. Zawodnik wrócił do sportu po trzech latach dyskwalifikacji, na Igrzyska Olimpijskie w Atlancie w 1996 r.
Według norm obowiązujących współcześnie, zgodnie z zaleceniami MKOl i WADA (Światowej Agencji Antydopingowej) ocena przypadku Tomasza Lipca byłaby zupełnie inna, skierowano by co najwyżej jego próbkę do szerszych badań.

### Starty wkategorii masters
Od 2023 roku startuje w międzynarodowych lekkoatletycznych zawodach w kategorii masters. Zdobywca złotych medali mistrzostw świata i Europy.
| Rok  | Impreza                                                      | Miejsce     | Konkurencja                                                                       | Pozycja    | Wynik    |
| ---- | ------------------------------------------------------------ | ----------- | --------------------------------------------------------------------------------- | ---------- | -------- |
| 2023 | 9. Halowe mistrzostwa świata masters                         | Toruń       | chód na 3000 m M50                                                                | 1. miejsce | 13:09,01 |
| 2023 | 9. Halowe mistrzostwa świata masters                         | Toruń       | chód na 10 km M50                                                                 | 1. miejsce | 46:41    |
| 2023 | 22. Mistrzostwa Europy masters                               | Pescara     | chód na 5000 m M50                                                                | 1. miejsce | 22:57,39 |
| 2023 | 22. Mistrzostwa Europy masters                               | Pescara     | chód na 10 km M50                                                                 | 1. miejsce | 48:39    |
| 2023 | 22. Mistrzostwa Europy masters                               | Pescara     | chód na 10 km drużynowy M40, w drużynie z: Grzegorz Grinholc, Sebastian Karpiński | 1. miejsce | 2:39:15  |
| 2024 | 14. Halowe mistrzostwa Europy masters                        | Toruń       | chód na 5 km M50                                                                  | 2. miejsce | 23:00    |
| 2024 | 14. Halowe mistrzostwa Europy masters                        | Toruń       | chód na 3000 m M50                                                                | 3. miejsce | 13:17,24 |
| 2024 | 19. Mistrzostwa Europy w lekkiej atletyce masters non-stadia | Porto Santo | chód na 10 km M50                                                                 | 1. miejsce | 49:32    |
| 2024 | 19. Mistrzostwa Europy w lekkiej atletyce masters non-stadia | Porto Santo | chód na 20 km M50                                                                 | 1. miejsce | 1:43:41  |
| 2024 | 19. Mistrzostwa Europy w lekkiej atletyce masters non-stadia | Porto Santo | chód na 10 km drużynowy M40, w drużynie z: Leszek Behounek, Sebastian Karpiński   | 2. miejsce | 2:45:08  |
| 2024 | 19. Mistrzostwa Europy w lekkiej atletyce masters non-stadia | Porto Santo | chód na 20 km drużynowy M40, w drużynie z: Leszek Behounek, Sebastian Karpiński   | 2. miejsce | 6:00:31  |
| 2024 | 25. Mistrzostwa świata masters                               | Göteborg    | chód na 10 km drużynowy M35, w drużynie z: Maher Ben Hlima, Krzysztof Czerski     | 1. miejsce | 2:22:24  |
| 2024 | 25. Mistrzostwa świata masters                               | Göteborg    | chód na 20 km drużynowy M35, w drużynie z: Maher Ben Hlima, Krzysztof Czerski     | 1. miejsce | 5:04:59  |
| 2024 | 25. Mistrzostwa świata masters                               | Göteborg    | chód na 20 km M50                                                                 | 3. miejsce | 1:44:20  |
| 2025 | 10. Halowe mistrzostwa świata masters                        | Gainsville  | chód na 10 km M50                                                                 | 2. miejsce | 48:15    |
| 2025 | 10. Halowe mistrzostwa świata masters                        | Gainsville  | chód na 10 km drużynowy M40, w drużynie z: Krzysztof Czerski, Sebastian Karpiński | 2. miejsce | 2:36:08  |

## Działalność publicystyczna i społeczna
Pod koniec swojej kariery zawodniczej zaczął pisywać m.in. w warszawskim dodatku Gazety Wyborczej i Agencji Informacyjnej SIS-Serwis (1994).
W latach 1995–2000 kierował promocją sportową w Radiu Dla Ciebie. Był menedżerem w Agencji Marketingu Sportowego „Mediathlon”. W latach 2001–2003 był doradcą szefa Departamentu Sportu Wyczynowego Urzędu Kultury Fizycznej i Sportu, a następnie pracownikiem Biura Sportu Wyczynowego Polskiej Konfederacji Sportu. Od 2003 pełnił funkcję dyrektora Stołecznego Ośrodka Sportu i Rekreacji.
Działał w strukturach Polskiego Związku Lekkiej Atletyki: był prezesem Warszawsko-Mazowieckiego Związku Lekkiej Atletyki, a w 2005 został wybrany członkiem Zarządu PZLA i wiceprezesem Związku do spraw organizacyjno-finansowych. W lutym 2005 został członkiem Zarządu Polskiego Komitetu Olimpijskiego. Był przewodniczącym Komisji Zawodniczej PKOl.
Był członkiem Honorowego Komitetu Poparcia Lecha Kaczyńskiego na Prezydenta Polski (2005).

## Minister sportu

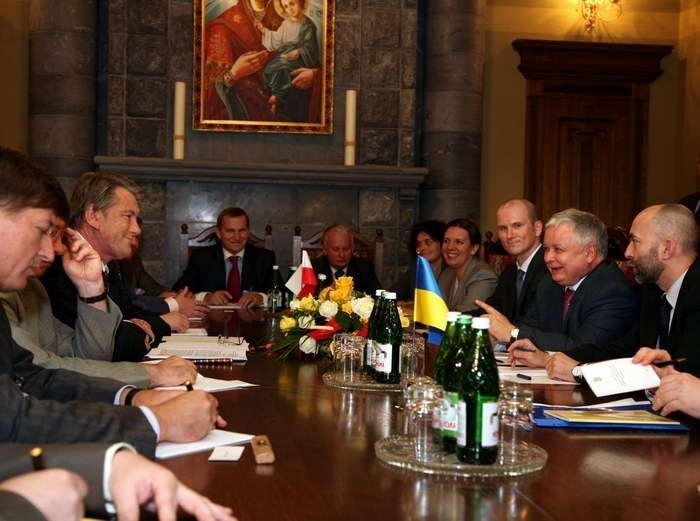
Tomasz Lipiec z Lechem Kaczyńskim na Ukrainie, 9 lipca 2007

31 października 2005 Tomasz Lipiec został powołany na stanowisko ministra sportu w rządzie Kazimierza Marcinkiewicza. 1 lutego 2006 minister Lipiec zwolnił z pracy przewodniczącego Komisji do Zwalczania Dopingu w Sporcie Jerzego Smorawińskiego, który w 1993 wydał ekspertyzę zarzucającą mu doping. Minister Lipiec twierdził, że Komisja pod kierunkiem profesora Smorawińskiego działała źle, i że zwolnienie Smorawińskiego ze stanowiska nie stanowi zemsty za decyzję sprzed lat.
19 stycznia 2007 Tomasz Lipiec, po wszczęciu postępowania prokuratorskiego wobec Wita Żelazki, jednego z członków zarządu PZPN oskarżanego o korupcję, wydał decyzję o ustanowieniu zarządu komisarycznego PZPN. Funkcję komisarza objął Andrzej Rusko. Już jednak po dwunastu dniach, 1 lutego, Rusko zrezygnował z funkcji kuratora, i zastąpiony został przez Marcina Wojcieszaka, a 5 marca 2007 minister Lipiec odwiesił Zarząd PZPN i wycofał kuratora ze Związku.
2 lipca 2007 Centralne Biuro Antykorupcyjne zatrzymało pod zarzutem korupcji przy budowie Stadionu Narodowego dyrektorów Centralnego Ośrodka Sportu, którzy przyznali się do winy. Premier Jarosław Kaczyński wezwał w związku z tym Lipca na wyjaśnienia. Z nieoficjalnych wiadomości wynikało, że premier zamierza zdymisjonować Lipca. Dymisji Lipca żądała Platforma Obywatelska, która zapowiedziała 4 lipca 2007, że złoży w Sejmie wotum nieufności dla ministra sportu Tomasza Lipca, jeśli ten nie zostanie zdymisjonowany. 9 lipca 2007 sam podał się do dymisji, a premier Jarosław Kaczyński ją przyjął. Tego samego dnia prezydent Lech Kaczyński odwołał go z urzędu.

## Zatrzymanie i aresztowanie

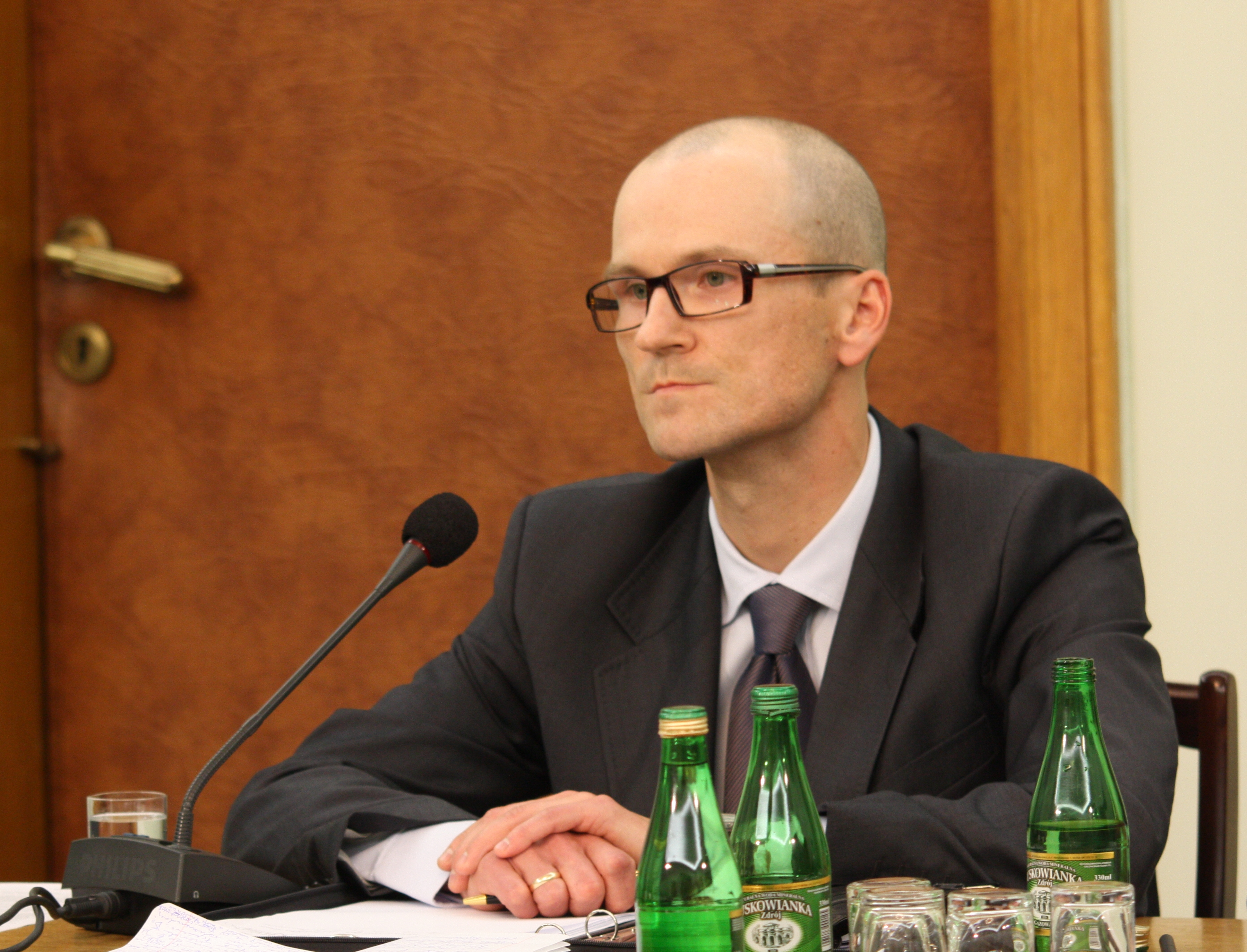
Tomasz Lipiec przesłuchiwany przed sejmową komisją śledczą, 30 września 2008

25 października 2007 Tomasz Lipiec został zatrzymany przez Centralne Biuro Antykorupcyjne na polecenie prokuratora apelacyjnego z Warszawy, pod zarzutami m.in. przyjęcia korzyści majątkowej (100 tysięcy zł) oraz uzależnienia wykonania czynności służbowych od otrzymania korzyści majątkowej. Sprawa dotyczyła śledztwa w sprawie korupcji w Centralnym Ośrodku Sportu. Sąd aresztował go początkowo na 3 miesiące, a później aresztowanie było wielokrotnie przedłużane.
Zatrzymanie Tomasza Lipca wzbudziło liczne kontrowersje. Niektóre media, jak np. tygodnik Wprost twierdziły, że do zatrzymania ministra dojść miało wkrótce po jego dymisji, lecz decyzję zablokowała ówczesna prokurator okręgowa w Warszawie, Elżbieta Janicka. Postępowanie prokurator dziennikarze wiązali ze zbliżającymi się wyborami parlamentarnymi. Sprawę tę wyjaśniała m.in. sejmowa komisja śledcza ds. nacisków na służby specjalne.
W wyniku postanowienia sądu tymczasowy areszt stosowany wobec Tomasza Lipca został zamieniony na poręczenie majątkowe w wysokości 80 tysięcy złotych. Po jego opłaceniu 18 lipca 2008 Tomasz Lipiec odzyskał wolność. 2 kwietnia 2009 rozpoczął się proces. 17 kwietnia 2012 został skazany na 3,5 roku więzienia. Otrzymał również zakaz zajmowania stanowisk publicznych przez 10 lat. W roku 2013 w wyniku apelacji wyrok złagodzono do 2 lat i 3 miesięcy. Ostatecznie opuścił zakład karny w sierpniu 2014, po odbyciu połowy kary.